# U-138 (1940)
U-138 — малая немецкая подводная лодка типа II-D для прибрежных вод, времён Второй мировой войны. Заводской номер 267.
Введена в строй 27 июня 1940 года. Входила в 1-ю флотилию, с 1 января 1941 года находилась в составе 22-й флотилии в качестве учебной лодки, 1 мая 1941 года была передана 3-й флотилии. Совершила 5 боевых походов, потопила 6 судов (48 564 брт) и повредила одно судно (6 993 брт). Погибла 18 июня 1941 года восточнее мыса Трафальгар, субмарина была обнаружена и повреждена британскими глубинными бомбами, была вынуждена всплыть, после чего была потоплена артиллерией.